# 4310 Strömholm
4310 Strömholm là một tiểu hành tinh vành đai chính với chu kỳ quỹ đạo là 1160.4010062 ngày (3.18 năm).
Nó được phát hiện ngày 2 tháng 9 năm 1978.